# Ficiana pruthii
Ficiana pruthii är en insektsart som beskrevs av Ghauri 1964. Ficiana pruthii ingår i släktet Ficiana och familjen dvärgstritar. Inga underarter finns listade i Catalogue of Life.